# Cinema delle attrazioni

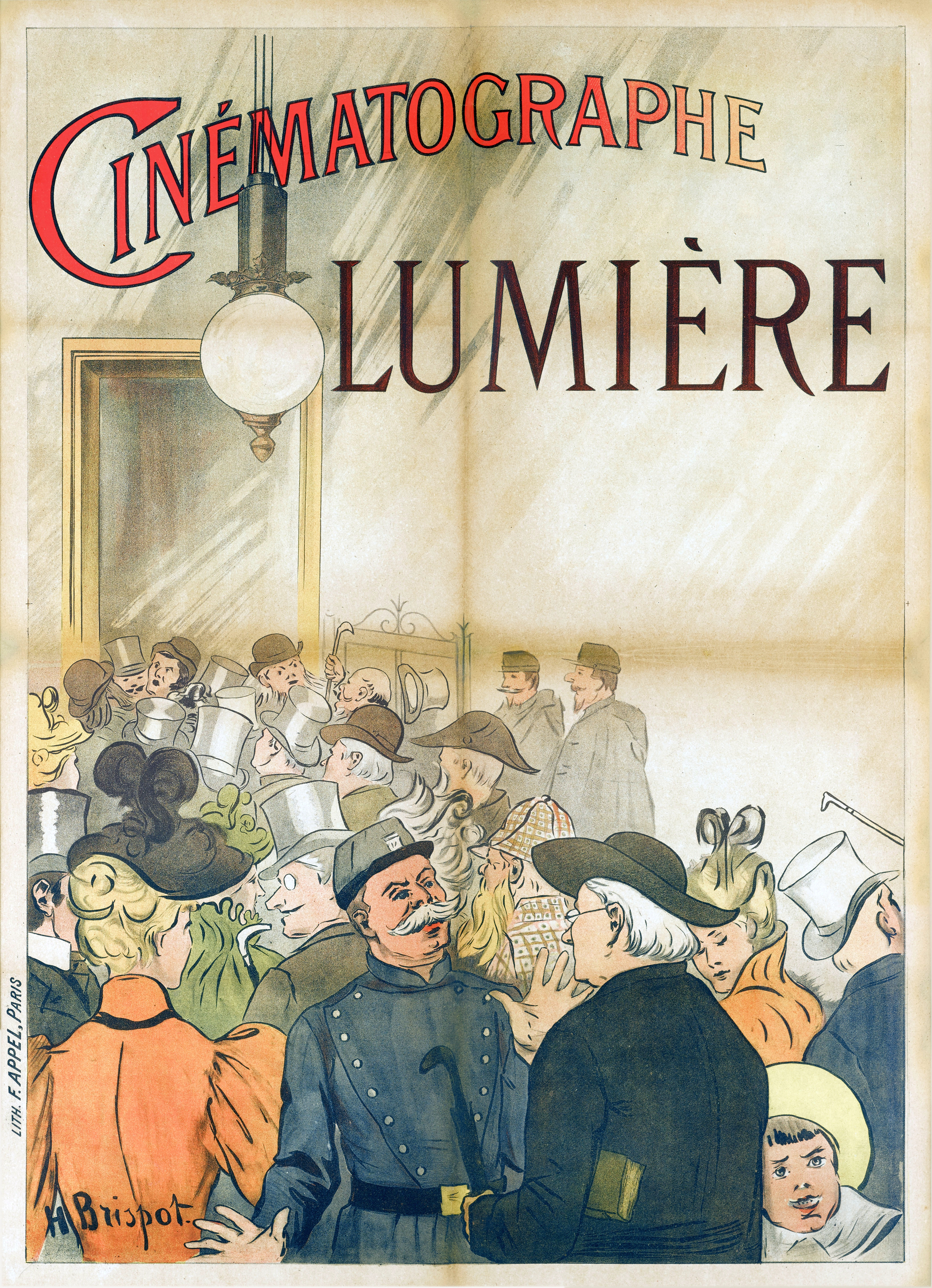
La prima locandina per il cinema, disegnata da Henri Brispot

Il cosiddetto cinema delle attrazioni è la prima fase della storia del cinema, che va grossomodo dal 1895 al 1915.

## Caratteristiche
In questo periodo il cinema era un fenomeno nuovo che attraeva per la rappresentazione verosimile di figure in movimento, per i primi trucchi e per le visioni di luoghi, animali e popoli lontani. Non era ancora importante la narrazione di una storia, almeno non in maniera prevalente.
Il periodo viene ulteriormente diviso in due sottoperiodi:
- il Sistema delle Attrazioni Mostrative (SAM), dal 1895 al 1906, dove sono mostrate singole vedute indipendenti
- il Sistema dell'Integrazione Narrativa (SIN), che si sovrappone in parte al precedente e arriva fino al 1915 circa, caratterizzato da inquadrature ancora lunghe e autonome, ma montate in successione creando una narrazione[2].

La funzione principale del cinema di questo periodo era quella di mostrare scene in movimento, la cui narrazione veniva sempre colmata da un narratore presente in sala.

## Il cinematografo dei Lumière
Con il cinematografo dei fratelli Auguste e Louis Lumière del 1895 si può iniziare a parlare di cinema vero e proprio, composto da uno spettacolo di proiezione di fotografie scattate in rapida successione, in maniera da dare l'illusione di movimento, a un pubblico pagante radunato in una sala. Di pochi anni più antico era il kinetoscopio di Thomas Edison, con lo stesso procedimento di animazione delle immagini che scorrevano in rapida sequenza, però il modo di fruizione monoculare (e quindi non proiettato, non di gruppo) lo rendeva antenato del cinema vero e proprio, l'ultima fase del precinema. La proiezione prometteva dopotutto un maggiore guadagno economico per via della fruizione collettiva, per cui si impose presto (lo stesso Edison si adattò poco dopo).
Il brevetto del Cinematografo Lumière risale al 1895, con una prima proiezione pubblica il 28 dicembre 1895. In realtà le invenzioni legate alle fotografie in movimento furono innumerevoli in quegli anni (si contarono nella sola Gran Bretagna circa 350 brevetti e nomi). Tra tutte queste l'invenzione dei Lumière aveva l'innegabile vantaggio dell'efficiente cremagliera, che trascinava la pellicola automaticamente a scatti ogni 1/25 di secondo, e una praticità mai vista, essendo una piccola scatoletta di legno, facilmente trasportabile, che all'occorrenza, cambiando solo la lente, si trasformava anche in macchina da proiezione.
Il titolo proposto da Lumière padre sarebbe stato domitor, contrazione del latino dominator, che rispecchia i sogni e le suggestioni di onnipotenza del positivismo e racchiude in sé il concetto della gratificazione dello spettatore nel vedere senza essere visto, come un "dominatore" del mondo, appunto.
Il prodotto caratteristico del Cinematografo Lumière sono le cosiddette "vedute animate", ovvero scenette realistiche prese dal vero della durata di circa quaranta secondi. Le inquadrature sono fisse e non esiste il montaggio; sono caratterizzate da un'estrema profondità di campo (si pensi all'Arrivo di un treno alla stazione di La Ciotat, dove il treno è a fuoco sia quando si trova lontano sullo sfondo sia quando arriva in primo piano) e da personaggi che entrano ed escono dall'inquadratura, in una molteplicità di centri di attenzione (si pensi all'Uscita dalle officine Lumière). L'operatore non è invisibile, anzi spesso dialoga con i personaggi (L'arrivo dei fotografi al congresso di Lione), e le persone ritratte erano invitate a riguardarsi alla proiezione pubblica ("auto-rappresentazione").
Dopo la presentazione del Cinematografo i Lumière vendettero numerosi apparecchi, che vennero portati in giro per il mondo creando la nuova professione dei "cinematografisti", eredi degli ambulanti che vendevano stampe nell'Europa del XVII e XVIII secolo.
Solo in secondo momento nacquero le riprese in movimento (effettuate ad esempio da treni in partenza o imbarcazioni) e circa un decennio dopo i primi esperimenti i Lumière iniziarono a produrre film veri e propri composti da più "quadri" messi in serie, però proiettati separatamente. Figura fondamentale nelle rappresentazioni restava l'imbonitore che, come ai tempi della lanterna magica, istruiva, spiegava e intratteneva il pubblico commentando le immagini, che ancora non erano intelligibili autonomamente.

## Le fantasmagorie di Méliès

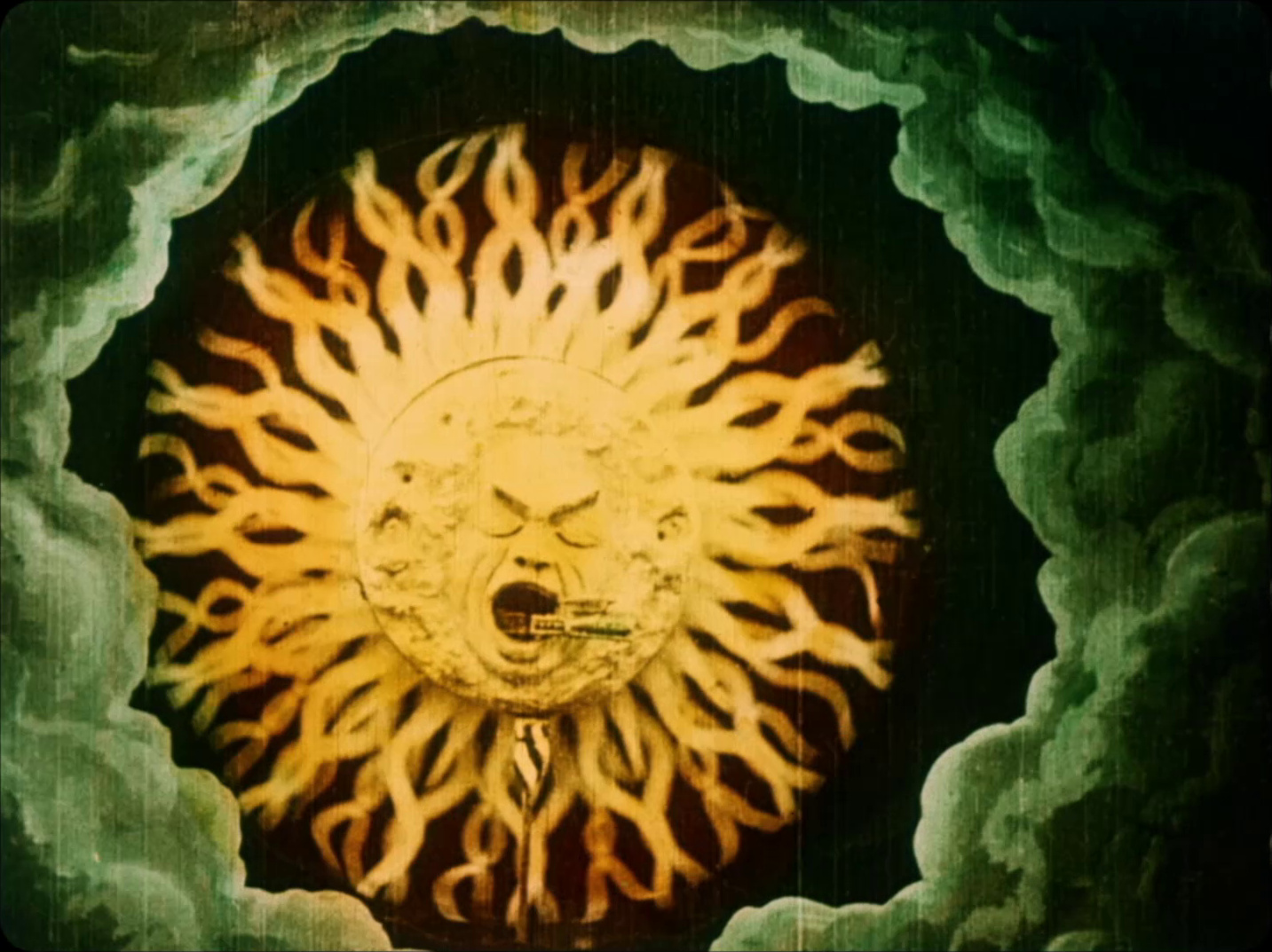
Viaggio attraverso l'impossibile (Voyage à travers l'impossible, 1904)

Georges Méliès viene considerato il secondo padre del cinema, per la scoperta del cinema di finzione e per l'attribuzione della scoperta del montaggio, la caratteristica più singolare del nascente linguaggio cinematografico. Méliès era un prestigiatore e illusionista celebre a Parigi, dove dirigeva il Teatro Robert-Houdin. Presente alla prima rappresentazione cinematografica del 1895 rimase colpito dall'invenzione e si procurò una cinepresa/proiettore dai fratelli Lumière, intuendo le potenzialità del nuovo mezzo nell'intrattenimento e nella realizzazione di giochi di prestigio. Secondo la sua autobiografia romanzata, egli avrebbe scoperto il montaggio accidentalmente, mentre stava filmando all'aperto nelle strade di Parigi: a un certo punto la cinepresa si sarebbe accidentalmente inceppata e poco dopo ripartita; nella fase di sviluppo poi Méliès si accorse con stupore che arrivato al punto in cui stava filmando il passaggio di una carrozza, questa improvvisamente scomparve per fare posto a un carro funebre. Per quanto vero o falso, l'aneddoto sintetizza bene quello che sarà di lì a poco il senso del montaggio per Méliès, ovvero un trucco per operare apparizioni, sparizioni, trasformazioni, salti da un luogo all'altro, da un tempo all'altro, ecc. Uno strumento quindi per mostrare metamorfosi "magiche".
In quegli stessi anni, grazie anche al genio di Segundo de Chomón, vennero sperimentati numerosi altri trucchi tipicamente cinematografici, che andarono ad affiancare i trucchi di tipo teatrale (sistemi per far volare le persone, macchinari scenici) e di tipo fotografico (le sovrimpressioni che ricreavano visioni di fantasmi). Tra questi i più importanti sono:
- Il mascherino-contromascherino (l'inquadratura viene divisa in due o più parti, impressionate in momenti diversi)
- Arresto della ripresa (per far apparire/sparire/trasformare oggetti, personaggi, ecc.)
- Scatto singolo (per muovere oggetti inanimati)
- Spostamento della cinepresa avanti e indietro (per ingrandire e rimpicciolire un soggetto: nel film L'homme à la tête en caoutchouc è abbinato a un mascherino-contromascherino per simulare una testa che si gonfia).

I film di Méliès non narravano storie nel senso in cui intendiamo nel cinema moderno: certo esisteva quasi sempre una trama, ma lo scopo principale in queste pellicole era quello di fare spettacolo mostrando giochi di prestigio, magari assemblando più episodi autonomi.
Non esisteva inoltre il coinvolgimento dello spettatore nelle storie narrate: egli era invitato a guardare la rappresentazione allegro e divertito. Anche quando si trattavano episodi drammatici, come decapitazioni o crimini di ogni tipo, tutto aveva un'atmosfera di "gioco" e farsa allegra. Mancava l'illusione della realtà ed il cinema era quindi una sorta di grande "giocattolo". Caratteristica tipica della migliore produzione di Méliès sono i film "a quadri" o "a stazioni", composti da lunghe inquadrature fisse trattate come episodi indipendenti.

## La scuola di Brighton
Il cinema inglese delle origini venne a lungo occultato dall'importanza riservata ai francesi ed agli americani, ma fu ricchissimo e portatore di grandi innovazioni. Già nel precinema ci furono numerosi inglesi protagonisti (Eadweard Muybridge, Louis-Aimé Augustin Le Prince, William Friese-Greene). Il padre del cinema inglese è considerato Robert William Paul, che nel febbraio 1896 presentò a Londra Rough sea at Dover e Brighton Beach. Proprio nella stazione balneare di Brighton si riunirono (allo Hove Camera Club) i primi cineasti creativi, che formeranno la cosiddetta scuola di Brighton: William Friese-Greene, George Albert Smith e James Williamson. A questi maestri è attribuita la messa a punto di numerosi effetti e soluzioni cinematografiche, che verranno ampiamente ripresi dal cinema successivo, in particolare da David Wark Griffith, che li combinerà ad arte nel primo capolavoro cinematografico, Birth of a Nation (1915).
Gli inglesi stabilirono anche un modello di contenuto, ispirato a storie più o meno marcatamente moralistiche, che ricalcava la tradizione del romanzo ottocentesco: anche questa caratteristica venne ripresa e sviluppata dal cinema hollywoodiano.

## Porter e il primo cinema americano

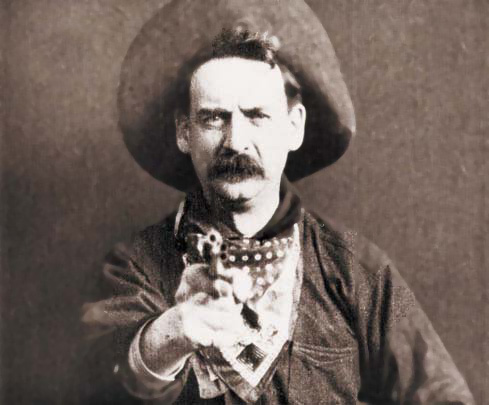
The Great Train Robbery (1903)

Il fondatore del cinema narrativo americano è Edwin S. Porter, che lavorò con Thomas Edison fin dai primi anni del Novecento. Nel 1903 realizzò una versione cinematografica di un romanzo allora molto popolare, Uncle Tom's Cabin, composto da una serie di dodici "quadri" (come Méliès) con gli episodi salienti della storia. La storia è incomprensibile se non viene raccontata da un narratore o se non si è letto il libro. Interessante in questo film è il primitivo uso delle didascalie che danno il titolo alle singole scene.
In seguito Porter si dedicò alla realizzazione di film su fatti di cronaca, come la condanna a morte di Leon Czolgosz (The Execution of Czolgosz, 1901), e su viaggi immaginari e visioni alla Méliès.
Un salto di qualità fu il film The Great Train Robbery del 1903, uno dei primi film con un racconto lineare completo. Si tratta della riproduzione di un vero avvenimento di cronaca, anche se allietato da un lieto fine inventato, composta da quattordici inquadrature indipendenti, alcune delle quali presentano già con un semplice movimento di camera, ricche di effetti speciali: dall'esposizione multipla con mascherino per mostrare il paesaggio dal finestrino del treno in corsa alla ripresa dal treno in corsa, ma soprattutto fece scalpore l'inquadratura in primo piano del capo dei banditi che spara contro il pubblico. Si tratta di una scena fuori dallo schema narrativo della storia ("extra-diegetica") e poteva venire montata all'inizio o alla fine del film, o magari non mostrata durante proiezioni destinate alle donne o ai bambini. Lo scopo di questa immagine era stupire il pubblico, giocando sull'effetto sorpresa: nella realtà infatti il capo dei banditi dell'assalto al treno era ancora libero, e lo si sapeva bene, per cui trovarselo improvvisamente davanti doveva essere un bello spavento.

## Il colore nelle prime rappresentazioni
La pellicola cinematografica era in bianco e nero (almeno fino agli inizi degli anni venti col Technicolor), ma esistevano vari metodi di colorazione fatta sulla pellicola già filmata.
Il più semplice e diffuso era quello del viraggio, cioè l'immersione della pellicola in sostanze coloranti trasparenti. Il viraggio era un metodo piuttosto sommario e veniva usato per connotare l'atmosfera delle scene e variare la rappresentazione. Si sviluppò un codice legato ai vari colori, anche se non era assoluto e veniva deciso via via dagli operatori. In linea di massima col blu si coloravano le scene notturne, col verde quelle nella natura, con il rosso le scene di violenza e gli incendi, col giallo talvolta l'ira, ecc.
Un sistema più raffinato e affascinante era la colorazione a mano, che rendeva ogni pellicola un pezzo unico di artigianato. Si trattava di colorare la pellicola fotogramma per fotogramma, un lavoro di precisione e difficoltà, effettuato di solito da donne, che venivano dotate di particolari lenti di ingrandimento. Inevitabili sono alcune sbavature e l'approssimazione un po' forzata dei colori scelti, che creavano l'effetto di macchie di colore, piuttosto che di immagini colorate.

## Fine di un'epoca
Il cinema "delle attrazioni" era quasi sempre uno spettacolo ambulante con pochissime sale cinematografiche, almeno fino al 1905-1906. Le proiezioni pubbliche avvenivano di solito nei caffè, nei locali pubblici e nei teatri di varietà, in combinazione con spettacoli di acrobati, prestigiatori, ballerine, clown, ecc. Gli ambulanti poi portavano il cinema nelle feste e le fiere di paese, sotto tendoni appositamente allestiti.
I film dovevano essere acquistati da chi desiderava proiettarli, per cui il bagaglio di pellicole da proiettare era sempre lo stesso e si rinnovava molto lentamente. La distribuzione cinematografica era ancora molto artigianale e solo quando decollò come intrattenimento capace di dare guadagno iniziarono a venire su le sale vere e proprie, con un proprio cartellone esclusivamente di proiezioni che avvenivano a ore fisse più volte al giorno.
Il passaggio successivo del cinema fu quello della scomparsa del narratore-imbonitore, che spiegava e coloriva la storia: a un certo punto le pellicole furono capaci di raccontare da sole senza bisogno dell'intermediazione umana.
Questo passaggio non va qualificato esclusivamente nell'ottica di un progresso: fu qualcosa di diverso, che sacrificò la secolare comunicazione tra persone fisiche in spettacoli di proiezioni (presente sin dall'epoca della lanterna magica e del Mondo nuovo), in favore di una fruizione più di massa, ma più impersonale.